# خليج غوانتانامو
خليج غوانتانامو (بالإسبانية:Bahía de Guantánamo) خليج يقع في إقليم غوانتانامو جنوب شرقي كوبا. تقع فيه قاعدة غوانتانامو البحرية التي تستأجرها الولايات المتحدة منذ 1903.
يوجد حاليا في المنطقة معتقل غوانتانامو الذي نقلت إليه الإدارة الأمريكية المعتقلين المقبوض عليهم في أفغانستان.

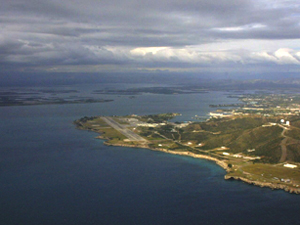
منظر جوي لخليج غوانتانامو

وتعتبر الحكومة الكوبية الحالية الوجود الأمريكي «غير قانوني».

## صور وخرائط
- Cuba-Pictures.com — صور منطقة جوانتانامو
- Google Maps
- صور بواسطة Brad Beckett
- Virtual 3D Walk-through of Camp Delta (from the Art project Zone*Interdite)

## أعلام
- بيتر بيرغمان

## وصلات خارجية
- حملة أغلقوا غوانتانامو